# Combinatul de Oțeluri Speciale Târgoviște
Combinatul de Oțeluri Speciale Târgoviște este o companie din industria siderurgică din România, care începând din anul 2022 este deținută de Grupul italian Beltrame.
Istoria Combinatul de Oțeluri Speciale Târgoviște începe în anul 1969, când s-a luat decizia de a fi construit. Lucrările propriu-zise încep un an mai târziu, iar în 1973 primele capacități de producție erau deja gata (elaborarea și forjarea oțelului). Din anul 1978, Combinatul de Oțeluri Speciale Târgoviște a fost dotat cu tehnologie modernă destinată producției de oțeluri speciale aliate și înalt aliate, necesare dezvoltării industriei naționale, civile și de apărare (de exemplu, cea mai mare parte a oțelurilor nucleare utilizate la construcția centralei nucleare de la Cernavodă au fost elaborate la Târgoviște).
În cadrul combinatului a fost creată și secția Forjă de Blocuri și Bare (F.B.B.), care a fost utilată, printr-o infuzie de capital de peste 90 milioane de dolari la cotația anilor '80, cu mașini de forjat radial de ultimă generație.
În anul 2010, secția FBB deținea singurele utilaje din Europa de Sud-Est certificate de NATO.  
În anul 2013, compania consuma circa 0,4 TWh de energie, aproape 1% din consumul total al României.
Istoricul privatizării acestui Combinat este mai lung. În anul 1991 a devenit societate pe acțiuni, prin înființarea Societatății Comerciale COST–S.A. Combinatul de Oțeluri Speciale Târgoviște a fost privatizat în 2002, fiind preluat de firma Conares Trading, înregistrată în Elveția. Valoarea tranzacției a fost de circa 35 de milioane de dolari.
Conares a devenit ulterior parte a grupului rus Mechel. În luna februarie 2013 Mechel a vândut toate proprietățile sale din România, inclusiv combinatul de la Târgoviște, contra sumei simbolice de 230 lei firmei Nikarom Invest din București, iar Mechel Târgoviște a revenit la numele vechi de Combinatul de Oțeluri Speciale Târgoviște.
În martie 2022 Grupul italian Beltrame cumpără Combinatul de Oțeluri Speciale de la Târgoviște pentru suma de 38 milioane euro. Noul proprietar și-a propus să investească 500 de milioane de euro pentru  reconstruirea și modernizarea acestui Combinat. Parcul voltaic care urmează să fie construit pe o suprafață de 16 hectare, va susține în totalitate nevoia de electricitate a Combinatului.
Număr de angajați în 2022: 730
Cifra de afaceri:
- 2013: 430,5 milioane lei (97,7 milioane euro)[1]
- 2010: 851,7 milioane lei (202,3 milioane euro)[6]
- 2009: 529,6 milioane lei[6]
- 2006: 646,8 milioane lei (231 milioane de dolari)[7]

Profit net:
- 2010: -155,1 milioane lei (36,8 milioane euro)[6]
- 2009: -100 milioane lei[6]
- 2006: 8,9 milioane lei (3,2 milioane dolari)[7]
- 2005: -56,8 milioane lei[7]